# Tatabánya (nádraží)
Tatabánya je železniční stanice v maďarském městě Tatabánya, které se nachází v župě Komárom-Esztergom. Stanice byla otevřena v roce 1884, kdy byla zprovozněna trať mezi Budapeští a městem Komárom.

## Historie
Stanice byla otevřena roku 1884, kdy byla zprovozněna 96 km dlouhá železniční trať mezi Budapeští a městem Komárom.
V roce 1898 byla ze stanice postavená trať do nedalekého města Oroszlány, která byla v 60. letech 20. století elektrizována. Ještě v roce 1901 byla postavena trať z nedaleké stanice Környe přes Kisbér, Veszprémvarsány do Pápy. Od roku 2007 na ní osobní vlaky nejezdí. Nákladní doprava ovšem dodnes funguje v úseku Pápa–Franciavágás.
V roce 1988 byla otevřena nová staniční budova, která funguje dodnes.

## Provozní informace
Stanice má celkem 2 nástupiště a 4 nástupní hrany. Ve stanici je možnost zakoupení si jízdenky. J elektrizovaná střídavým proudem 25 kV, 50 Hz. Provozuje ji společnost MÁV.

## Doprava
Stanice je hlavní stanicí ve městě. Zastavuje zde spousta mezinárodních vlaků EuroCity a railjet. Dále zde zastavuje spousta vnitrostátních vlaků InterCity do Šoproně a Szombathely. Osobní vlaky odsud jezdí do Budapešti, Győru a Oroszlány.

## Tratě
Stanicí procházejí tyto tratě:
- Budapešť–Hegyeshalom–Rajka (MÁV 1)
- Tatabánya–Környe–Oroszlány (MÁV 12)
- Tatabánya–Veszprémvarsány–Pápa (MÁV 13) (bez dopravy)

## Galerie

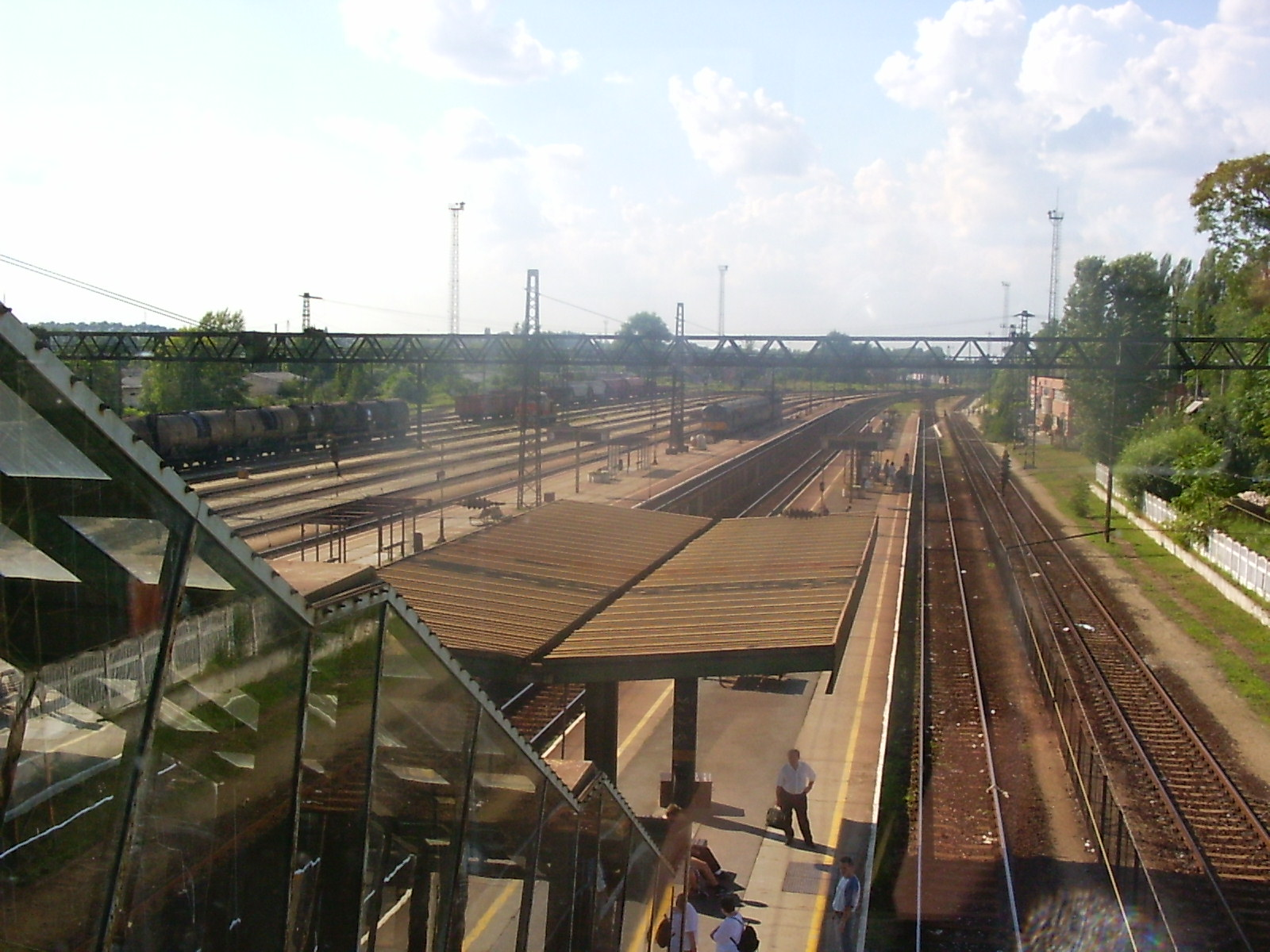
Pohled na stanici.
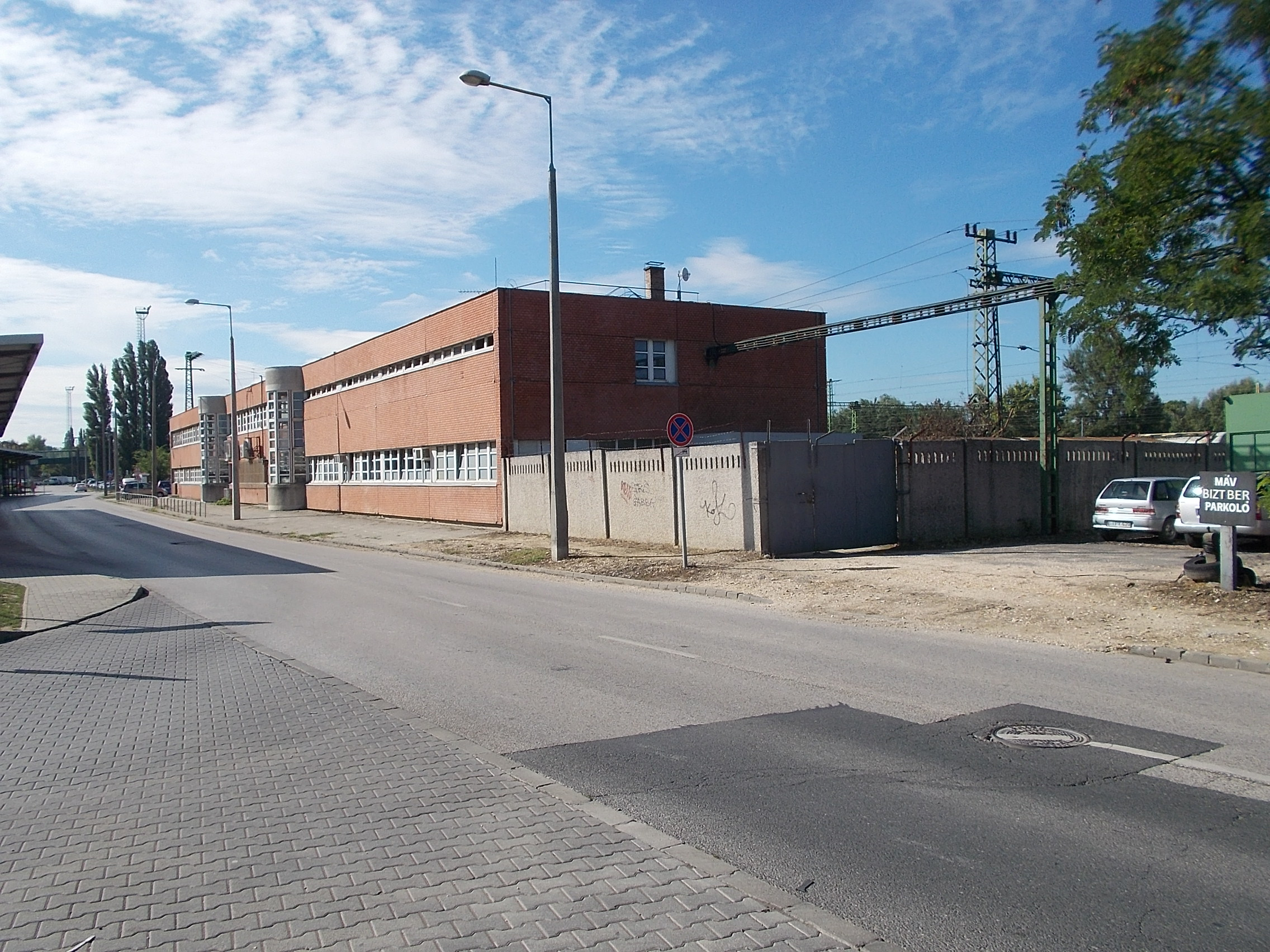
Pohled na staniční budovu.
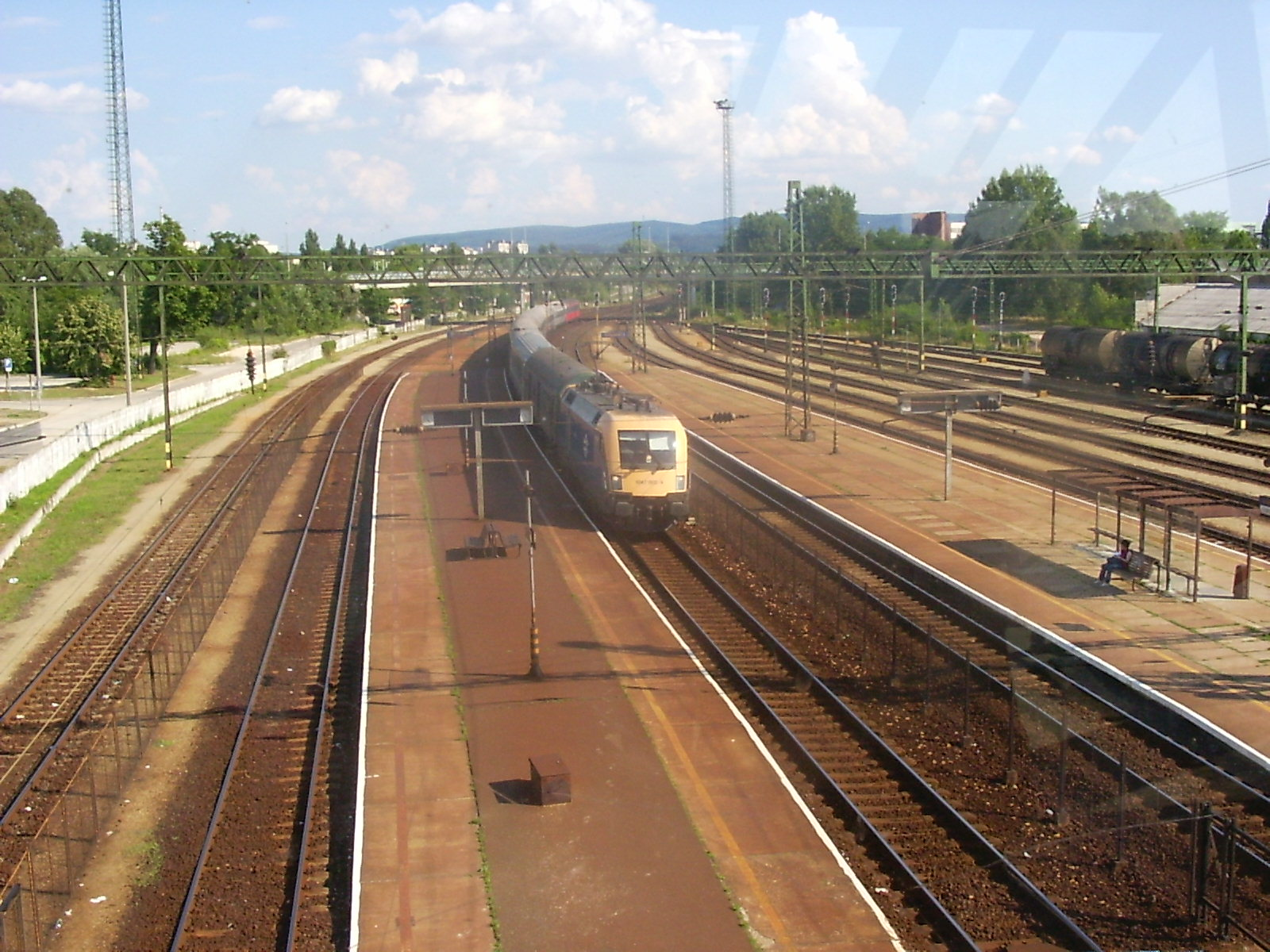
Průjezd vlaku stanicí.